# Laurie Mougel
Pour les articles homonymes, voir Mougel.
Laurie Mougel, née le 5 juillet 1988 à Briançon dans les Hautes-Alpes, est une skieuse alpine française, spécialiste de l'épreuve du slalom. Elle est licenciée au Ski Club Serre Chevalier.

## Biographie
Son père, Daniel Mougel, originaire de La Bresse dans les Vosges, s'est illustré en équipe de France de slalom dans les années 1980 : il a notamment été  champion de France de slalom spécial en 1979. Sa mère, Marina Laurençon, née à Briançon, a participé aux Jeux olympiques de Lake Placid en géant et en slalom. Son jeune frère Youri pratique également le slalom.
En couple avec le snowboarder Tony Ramoin, elle a un fils, Miki, né en 2019.

## Carrière
Laurie Mougel débute en Coupe d'Europe lors de la saison 2005-2006, et signe son premier podium dans la catégorie en mars 2009 lors du slalom de Crans Montana (dont elle se classe 2e).
Elle fait ses débuts en Coupe du monde de ski alpin en janvier 2010 lors du slalom de Zagreb et marque ses premiers points deux ans plus tard en février 2012 lors du slalom d'Ofterschwang(20e).
Lors de la saison 2013 elle s'impose en équipe de France A, prenant part aux 9 slaloms de la saison. Elle signe notamment une 5e place au slalom de Zagreb en janvier 2013, sa meilleure performance à ce jour.
Ces performances lui permettent de participer à ses premiers  championnats du Monde, à Schladming, où elle se classe 18e du slalom.
Elle conclut sa saison en se qualifiant pour les finales de la coupe du monde de slalom à Lenzerheide où elle obtient la 6e place, puis par un premier titre de championne de France de slalom à Peyragudes.
Lors de la pré-saison 2013-2014 (le 10 octobre 2013) Laurie Mougel chute pendant en entrainement à Saas-Fee et est victime d'une rupture des ligaments croisés du genou droit. Cette grave blessure la prive de saison 2013-2014.
Elle est néanmoins réintégrée en Équipe de France A lors de la saison 2014-2015 pour les épreuves de slalom. Elle se qualifie de nouveau pour les finales, à Méribel, ou elle réalise le meilleur résultat de sa saison avec la 7e place, ce qui lui permet de finir à la 19e place du classement de la spécialité (son meilleur classement à ce jour).
La saison 2013-2014 la voit par ailleurs se qualifier de nouveau pour les  championnats du Monde à Beaver Creek ; elle s'y classe 17e.
Elle remporte également son deuxième titre de championne de France de slalom, celui-ci étant conquis « à domicile » dans sa station de Serre Chevalier.
En mars 2016, Laurie Mougel est atteinte d'une rupture des ligaments croisés à gauche, ce qui met fin prématurément à sa saison.
En avril 2017, elle annonce son retrait du sport de haut niveau, après une saison de Coupe du monde marqué par quelques résultats dans les trente premières.

### Reconversion

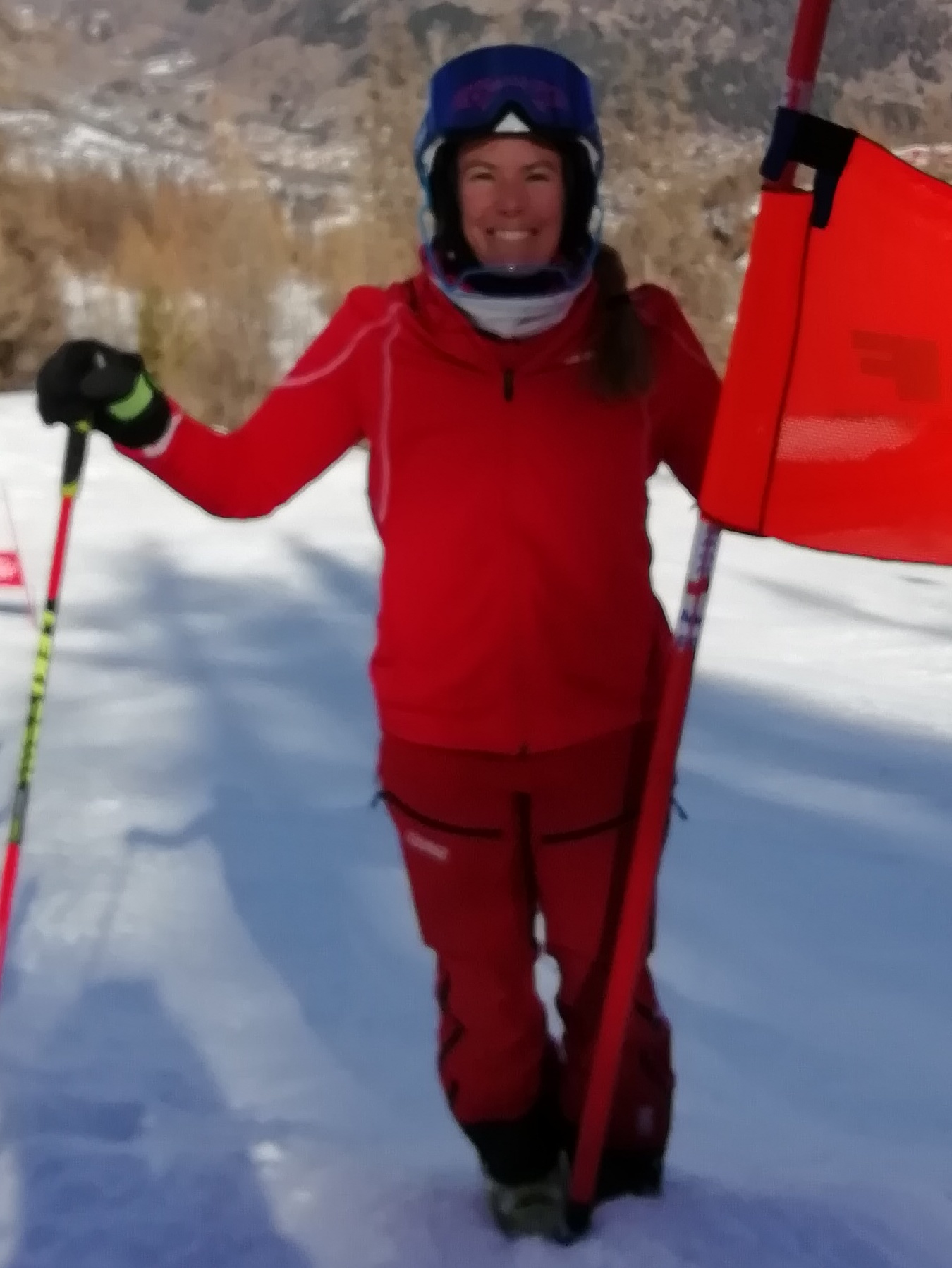
Laurie Mougel monitirce ESF, février 2022.

Sa carrière de sportive de haut niveau terminée, Laurie Mougel se tourne vers l'enseignement du ski et exerce en tant que monitrice au sein de l'École du ski français à Serre Chevalier.

## Palmarès

### Championnats du monde
Laurie Mougel participe à trois éditions consécutives des championnats du monde de ski alpin, de Schladming 2013 à Saint-Moritz 2017, en slalom à chaque fois. Son meilleur résultat est une 18e place, obtenue à Schladming.
| Édition / Épreuve          | Slalom |
| -------------------------- | ------ |
| Mondiaux 2013 Schladming   | 18e    |
| Mondiaux 2015 Beaver Creek | 17e    |
| Mondiaux 2017 Saint-Moritz | Ab.    |

### Coupe du monde
Laurie Mougel participe à sa première épreuve de coupe du monde le 3 janvier 2010 lors du slalom de Zagreb et prend un total de quarante-sept départs de coupe du monde dans sa carrière, tous en slalom.
- Meilleur classement général : 52e en 2015 avec 124 points (elle marque 3 points de plus en 2013 mais se classe alors 53e)[15].
- Meilleur classement en slalom : 19e en 2015 avec 124 points (de même elle marque 3 points de plus en 2013 mais se classe alors 20e)[15].
- Meilleur résultat : 5e le 4 janvier 2013 lors du slalom de Zagreb[16].

#### Classements
| Saison/Classement | Général | Général | Slalom | Slalom |
| Saison/Classement | Class.  | Points  | Class. | Points |
| ----------------- | ------- | ------- | ------ | ------ |
| 2011-2012         | 91e     | 24      | 36e    | 24     |
| 2012-2013         | 53e     | 127     | 20e    | 127    |
| 2014-2015         | 52e     | 124     | 19e    | 124    |
| 2015-2016         | 103e    | 12      | 48e    | 12     |
| 2016-2017         | 87e     | 30      | 34e    | 30     |

### Coupe d'Europe
Laurie Mougel participe à sa première épreuve de coupe d'Europe le 15 décembre 2005 lors du slalom de Zoldo Alto et prend un total de cent-dix-sept départs européens dans sa carrière, essentiellement en slalom.
- Meilleur classement général : 18e en 2011 avec 330 points[18].
- Meilleur classement en slalom : 6e en 2011 avec 300 points[15].
- Meilleur classement en slalom géant : 74e en 2010 avec 7 points[15].
- 3 podiums obtenus en slalom[19] : troisième à Monte Pora en  2015, deuxième à Crans-Montana en  2009 et Soldeu en 2011[20].

5e le 4 janvier 2013 lors du slalom de Zagreb.

#### Classements
| Saison/Classement | Général | Général | Slalom géant | Slalom géant | Slalom | Slalom |
| Saison/Classement | Class.  | Points  | Class.       | Points       | Class. | Points |
| ----------------- | ------- | ------- | ------------ | ------------ | ------ | ------ |
| 2005-2006         | 176e    | 8       | -            | -            | 87e    | 8      |
| 2006-2007         | 162e    | 8       | -            | -            | 90e    | 8      |
| 2008-2009         | 70e     | 96      | -            | -            | 23e    | 96     |
| 2009-2010         | 35e     | 221     | 74e          | 7            | 9e     | 214    |
| 2010-2011         | 18e     | 330     | -            | -            | 6e     | 330    |
| 2011-2012         | 94e     | 65      | -            | -            | 31e    | 65     |
| 2012-2013         | 57e     | 152     | -            | -            | 22e    | 152    |
| 2014-2015         | 56e     | 131     | -            | -            | 22e    | 131    |
| 2015-2016         | 46e     | 184     | -            | -            | 13e    | 184    |
| 2016-2017         | 59e     | 116     | -            | -            | 20e    | 116    |

### Championnats de France
- 2 fois Championne de France de slalom en 2013 et 2015[22].
- Vice-Championne de France de slalom en 2011[22].
- 3e place en slalom en 2017[22].